# Scyllarus paradoxus
Scyllarus paradoxus är en kräftdjursart som beskrevs av Edward John Miers 1881.
Scyllarus paradoxus ingår i släktet Scyllarus och familjen Scyllaridae. IUCN kategoriserar arten globalt som otillräckligt studerad. Inga underarter finns listade i Catalogue of Life.